# Simeon Simeonov
Simeon Simeonov, né le 26 mars 1946 à Sofia et mort le 2 novembre 2000 dans la même ville, est un footballeur international bulgare. Il évolue au poste de gardien de but du milieu des années 1960 au milieu des années 1970. Il fait l'essentiel de sa carrière au sein du Slavia Sofia.
Il compte 34 sélections en équipe de Bulgarie et dispute trois phases finales de Coupe du monde.

## Biographie
Lors du mondial 1966 en Angleterre, il joue un match face à la Hongrie. Lors du mondial 1970 au Mexique, il dispute un match face au Pérou et un autre face à l'Allemagne (RFA). Enfin lors du mondial 1974, il est pré-sélectionné mais reste sur le banc des remplaçants tout au long de la compétition.
Simeonov joue par ailleurs deux matchs en Coupe d'Europe des clubs champions lors de la saison 1973-1974. Il s'agit de deux rencontres face au Bayern Munich.

## Palmarès
- Vainqueur de la Coupe de Bulgarie en 1964 et en 1966 avec le Slavia Sofia
- Vainqueur de la Coupe de Bulgarie en 1974 avec le CSKA Sofia